# Macrobrachium kiukianense
Macrobrachium kiukianense är en kräftdjursart som först beskrevs av Yu 1931.  Macrobrachium kiukianense ingår i släktet Macrobrachium och familjen Palaemonidae. Inga underarter finns listade i Catalogue of Life.